# ثورة شينهاي
ثورة شينخاي أو شينهاي (بالصينية: 辛亥革命، بينيين: Xīnhài Gémìng) وتسمى كذلك بثورة 1911. بدأت بما يعرف بعصيان أوهان في 10 أكتوبر 1911 وانتهت بإنهاء الملكية في الصين وخلع الإمبراطور بوئي في 12 فبراير 1912.

## الثورة الصينية 25- 1927
في بداية عام 1927 كانت الصين على حافة الثورة، ففى الريف كان هناك الملايين من الفلاحين الذي أطاحوا بكبار الملاك خارج قراهم وتقاسم الفلاحون الأرض فيما بينهم، وفي المدن كانت نقابات العمال وميلشياتهم يسيطران على زمام الأمور. كان هناك جيش من القوميين يجتاح جنوب الصين متجاهلاً كبار رجال الجيش، وبعد ذلك انقلب هذا الجيش على العمال والفلاحين الذين قد ضمنوا انتصارهم، وتم إغراق الثورة في الدماء.
شهد النصف الثاني من عام 1927 موجة من القمع انطلقت ضد هؤلاء الذين تجرأوا على تحدي النظام القديم راديكاليا، حيث كان أي شخص يشتبه فيه لكونه عضو في نقابة أو فلاح ناشط أو يساري كان يقتل أو يسجن. كانت كل آمال التغيير قد أغلقت، وكانوا الذين نجوا من أعضاء الحزب الشيوعي الصيني قد هربوا إلى الجبال البعيدة للاختباء.
كانت لتداعيات القمع تأثير دولي هائل، حيث أدت هزيمة الثورة إلى عزلة روسيا التي شهدت ثورة اشتراكية في عام 1917، وساعدت على ضمان صعود جوزيف ستالين إلى السلطة التي تحكم فيها بشكل مطلق بعد انتصار ثورته المضادة في روسيا. كان عام 1927 من أهم نقاط التحول في القرن الماضي. فالانتصار الذي كان ممكناً بكل المعنى، كان سيحدث تصادماً هائلاً في العالم.
الثورة التي انطلقت في عام 1919 كانت في البداية ثورة قومية نتيجة تصادم المصالح الإمبريالية في الصين على مر السبعين عاماً الأخيرة. بدءاً من حروب الأفيون في أربعينات القرن التاسع عشر، كانت القوى الأوروبية واليابان يسيطران على أجزاء كبيرة من الصين، وأنشأو مناطق في المدن الكبيرة يتم فيها الحكم بالقانون الأجنبي وليس الصيني. دمرت الواردات الضخمة للسلع الأوروبية الصناعات الصينية القديمة، فيما أدى التغير السريع في أنماط التجارة إلى تدمير مناطق عديدة في الصين والتي أصبحت تعتمد على نوع واحد من المحاصيل.
وأدت الاضطرابات الهائلة في الصين إلى إضعاف الحكومة الإمبريالية حتى تم الإطاحة بها في عام 1917. فيما لم توجد أي قوى أخرى تستطيع أخذ مكانها حيث ان البلاد كانت تحت سيطرة كبار رجال الجيش المتنازعين والذي أدى هذا النزاع إلى عدم استقرار الصين. بدأت ثورة 1919 بمظاهرات قام بها الطلاب ضد الاحتلال الياباني ومقاطعة السلع اليابانية في المدن. وعندما تم اعتقال مئات من الطلاب قام عشرات الآلاف من عمال مدينة شانغهاي بإضراب مطالبين بإطلاق سراح الطلاب.
أنشأ العمال عدد كبير من النقابات واستطاعوا من خلالها تنظيم الإضرابات والانتصار فيها أيضاً، حيث ازدادت مرتبات عمال القطن في شنغهاي بنسبة 10٪ خلال عامين بعد عام 1919، واستطاعت مجموعات عمالية أخرى تحقيق انتصارات أكبر.

## الروابط
كانت للثورة الروسية عام 1917 تأثير كبير في العالم حيث بدأ النشطاء في القراءة عن كارل ماركس وفلاديمر لينين وفهم العلاقة بين الرأسمالية والإمبريالية، كما بدأ الحزب الشيوعي الصيني ينمي تحركاته ويعمل على إنشاء النقابات العمالية المستقلة.
وعندما انتشرت الإضرابات من المؤسسات الاجنبية إلى الصينية بدأ الاصطدام مع كبار رجال الجيش الصيني، ومع نهاية عام 1923 أصبحت الحركة العمالية والحزب الشيوعي الصيني فاعلين بشكل غير قانوني في جميع أرجاء الصين، باستثناء المنطقة الجنوبية المحيطة بمدينة قوانغتشو حيث كانت القوة في يد حكومة قومية راديكالية.
كان الحزب الكومنتانغ القومي يتكون من رجال الجيش الثانويين والمثقفين ومجموعات من الطبقة الوسطى ذات قاعدة جوهرية، وقد وافق الحزب الشيوعي الصيني مبدئياً على التعاون مع الكومنتانغ، مع استمرار النضال منفصلاً من أجل حقوق العمال، ولكن في عام 1923 وتحت الضغط الروسي وافق الحزب الشيوعي الصيني على الاندماج كلياً مع الكومنتانغ متخلياً عن جزء كبير من سياساته المميزة.
أصبحت الثورة الروسية منعزلة، وكان تأثير ستالين يزداد. وقد اعتقد ستالين أن نجاح الثورة القومية في الصين سوف يقلل من الضغوط الواقعة على روسيا، وأن الشيوعيين الصينيين يجب أن يدعموا الكومنتانغ. واعتقد ستالين أيضاً أن الثورة العمالية لم تكن ممكنة في الصين وأن الحزب الشيوعي الصيني يجب أن يحمل الأعباء عن الكومنتانغ.
كان الكثير من أعضاء الحزب الشيوعي الصيني قلقين من هذه الاستراتجية، ولكنها حققت بعد النتائج في البداية، حيث توسعت حركة العمال، وزاد تأثير الحزب الشيوعي الصيني عليها. وفي عام 1925 انفجرت موجة الإضرابات مجدداً. ففي هونغ كونغ تم الدعوة إلى إضراب عام والذي استمر على مدار 17 شهراً، واستطاع أن يجعل الاحتلال البريطاني في حالة ركود تام.
قال أحد المؤرخين في صيف 1925، «أصبحت اللجنة المسئولة عن الإضرابات تمثل نوعا ما كحكومة عمالية، وكان تحت تصرفها جيش مسلح من آلاف العمال»

## السيطرة
وسع حزب الكومنتانغ المناطق الواقعة تحت سيطرته، ولكن الاضطرابات الطبقية بينه وبين العمال المضربين زادت بشدة. وبدأ كبار الموظفين والملاك ينضمون إلى الكومنتانغ من أجل حماية مصالحهم. كانت أكبر الإضرابات هي التي قام بها العمال ضد السيطرة الأجنبية من أجل انتزاع مطالبهم العاجلة، وأصبح الصراع إلى حد كبير قائم على الطبقية، حيث كان كبار الموظفين الصينين والأجانب يقفوا جنباً إلى جنب ضد العمال.
كان ليون تروتسكي يعارض بشدة سيطرة جوزيف ستالين على روسيا وتأثير ذلك على استراتيجيات وتكتيكات الأحزاب الشيوعية في العالم، وقد جادل حول ما يحدث في الصين قائلاً: «إن الصراع ضد الإمبريالية بقوتها الاقتصادية والعسكرية على وجه التحديد يتطلب مجهوداً جباراً من أعماق الشعب الصيني نفسه، وحقيقةً فإن ثورة العمال والفلاحين ضد الإمبريالية ممكنة فقط عن طريق ربط مصالحهم الأساسية والأكثر عمقا بتحرير البلاد، ولكن أي شئ يجلب خضوع المظلومين والكتلة الكبيرة من الكادحن يدفع لا محالة إلى توحيد الجبهات بين البرجوازيين القوميين والإمبرياليين. إن الصراع الطبقي بين البرجوازيين وكتل العمال والفلاحين لم يضعف بل احتد بسبب ظلم الإمبرياليه إلى درجة نشوب حرب اهلية دامية عند كل صراع».
لقد أصبح من الواضح أن حركة الفلاحين انتشرت في أنحاء الصين؛ ففي عام 1926 شن حزب الكومنتانغ حملة عسكرية لاحتلال شمال الصين وعندما تحركت الجيوش شمالاً انتفض الريف. استطاع الفلاحون بعد قرون من الاضطهاد أن ينظموا أنفسهم في اتحادات وتمكنوا من طرد كبار الملاك والربويين خارج قراهم، وتم حظر تدخين الأفيون والدعارة والكثير بجانب ذلك. وفي خلال شهور تمكن مئات الآلاف من الفلاحين من تنظيم أنفسهم في اتحادات استطاعت أن تسيطر على مناطق كبيرة في الريف، وتم إيقاف جميع عمليات الإيجار ودفع الضرائب.
ساعدت انتفاضة الفلاحين جيوش الكومنتانغ أن تكنس جيوش كبار الجنرالات، وبحلول ربيع 1927 استطاع الكومنتانغ أن يسيطر على المدن الرئيسية بوادي يانغزي وكانوا يزحفون إلى مدينة شنغهاي ولكن كان هناك جدالات كبيرة حول صعود الفلاحين.

## التراجع
كان وزير الزراعة في الحكومة الانتقالية عضواً بالحزب الشيوعي الصيني، وقد قام بمحاولات لقمع الفلاحين حيث رأى أنه يجب على الفلاحين مهاجمة كبار الملاك المنتمين للثورة المضادة فقط. وقد اعترض رئيس حزب الكومنتانغ قائلاً: «إذا كان الفلاحون يملكون مايكفي من القوة، فسوف يعتبروا كل مالك أرض منتمي إلى الثورة المضادة من أجل أن يصادروا أرضه».
أصبح الكومنتانغ خائفاً من الثورة أكثر من خوفه من الإمبرياليين، فبدأ في مهاجمة النقابات والحزب الشيوعي الصيني من خلف الستار. وفي فبراير 1927 نظمت النقابات في شنغهاي انتفاضة مسلحة لمواجهة الحملة التي يقوم بها جيش الكومنتانغ في الجنوب، والذي كان يبعد 45 ميل.
توقفت حملة الكومنتانغ وتم السماح لكبار رجال الجيش في شنغهاي بمهاجمة النقابات وقتل المئات من العمال، ولكن الحركة العمالية لم تنكسر بعد استيلاء الكومنتانغ على شنغهاي؛ ففي منتصف مارس انفجرت موجة أخرى من الإضرابات العمالية واستطاعت ميليشيات العمال السيطرة مرة أخرى على المدينة.
نشأت العشرات من النقابات الجديدة، وأضربت المصانع تلو الأخرى من أجل تحسين المرتبات وشروط العمل. بعد ذلك أمر الكومنتانغ الميلشيات أن تترك السلاح والمضربين أن يعودوا إلى العمل، رحب الحزب الشيوعي الصيني بهذه الأوامر بدلاً من مواجهة الكومنتانغ. وفي 12 أبريل أرسل الكومنتانغ الجيش والعصابات لمهاجمة النقابات ومكاتب الحزب الشيوعي الصيني، وتم قتل المئات وسجن الآلاف من الميلشيات، واستمر هذا الرعب لعدة شهور.
ولكن بعيداً في وادي يانغذي، كانت النقابات واتحادات الفلاحين لازلت مسيطرة، ولو كان الحزب الشيوعي الصيني انفصل عن الكومنتانغ ونادى بتمرد ضد كبار الملاك والرأسماليين، لكانت منطقة ضخمة بوسط الصين منتصرة كقاعدة ضد الثورة المضادة. لكن تأثير ستالين كان سائداً في ذلك الوقت، حيث أعلن أن مذبحة شنغهاي كانت بسبب الجناح اليميني للكومنتانغ، ولكن الجناح اليساري القومي لا زال محل ثقة.
وبشكل غير معقول، انقلب الكومنتانغ على الحركة الواسعة في أنحاء الصين؛ ففي القرى تم حرق الفلاحين النشطاء أو دفنهم أحياء عن طريق الملاك العائدين، وفي المدن تم تدمير الحركة العمالية. أصبح قدر الثورة الصينية أحد أهم القضايا في المعركة بين ستالين وتروتسكي؛ فقد عارض تروتسكي الحزب الشيوعي الصيني بأنه لم ينشئ مجالس عمالية تستطيع أن تقود المعركة ضد الإمبريالية ولفت انتباه جميع المظلومين إلى النضال ولكانت الثورة اتجهت بعيداً عن القوميين بهدف استئصال الرأسمالية والسلطة من الإقطاعيين وجعلها ثورة دائمة.
وقد آمن تروتسكي في جداله بفكرة أن الثورة الناجحة التي تأتي من قاع المجتمع سوف تهدد الرأسماليين الصينيين والإقطاعيين بقدر ما تهدد الإمبرياليين. أثبتت نتيجة ثورة 1927 أن رأي تروتسكي كان صحيحاً، ولكنها أيضا عززت قبضة ستالين على السلطة، وبدا أنه من المستحيل قيام ثورات أخرى.
في 1927 قاتل العمال والفلاحون ببسالة ضد أولئك الذين كانوا يستعبدونهم ويستغلونهم. كانت مأساة الثورة الصينية بسبب أن الحزب الشيوعي الصيني ضلل وتخلى عن العمال والفلاحين من أجل الوحدة الوطنية. فبدلاً من ذلك كان يجب أن يبني استراتجيته على مصالح الطبقة المستغلة ضد المستغلين سواء كانوا أجانب أو صينيين.